# Керпеніш
Керпеніш (рум. Cărpeniș) — село у повіті Арджеш в Румунії. Входить до складу комуни Чепарі.
Село розташоване на відстані 152 км на північний захід від Бухареста, 49 км на північний захід від Пітешть, 114 км на північний схід від Крайови, 98 км на південний захід від Брашова.

## Населення
За даними перепису населення 2002 року у селі проживали 587 осіб, усі — румуни. Усі жителі села рідною мовою назвали румунську.